# Personaggi di Gears of War
Questa voce è una lista dei personaggi e delle organizzazioni comprensiva di descrizioni dettagliate di cose che avvengono nel videogioco per Xbox 360 di Epic Games Gears of War.

## Coalizione dei Governi Organizzati
Durante la guerra dei settantanove anni, la Coalizione dei Governi Organizzati (in inglese Coalition of Ordered Governments o COG), divenne un legittimo partito politico minore. Fondato ben prima delle Pendulum Wars dal socialista fanatico Alexiy Desipich, il partito era basato su una filosofia oscura di dominio mondiale che si appoggiava su otto principi cardine: Ordine, Diligenza, Purezza, Lavoro, Onore, Lealtà, Fede ed Umiltà.
Le Pendulum Wars alla fine terminarono con i COG che presero il controllo di Sera (il pianeta in cui si svolge il gioco), con città e culture che ritornarono magnificenti sul pianeta straziato dalla guerra. Comunque, con il passare degli anni si presentarono problemi di combustibile, ma i COG scoprirono una sostanza soprannominata Imulsion che fu pompata a tonnellate fuori dalla terra e che sembrò potesse far finire per sempre i problemi di carburante su Sera. Molti credettero che fosse giunta una nuova età dell'oro. Ma questa convinzione fu spazzata via da ciò che oggi viene chiamato Giorno dell'Emersione.
Armi dei C.O.G.
- Fucile d'Assalto Lancer
- Pistola Snub
- Fucile a pompa Gnasher
- Fucile da cecchino Longshot
- Martello dell'Alba
- Granata fumogena
- Granata
- Cannone a raggi UV

### Squadra Delta
Nella campagna originale di Gears of War, l'esperienza di gioco è centrata sulla Squadra Delta. Durante il primo atto del gioco, alcuni personaggi entreranno a far parte o usciranno dalla Squadra Delta. Il primo a morire nella squadra è il soldato semplice Carmine che viene colpito alla testa dopo che si stava lamentando che il suo fucile Lancer continuava ad incepparsi. Più avanti nel gioco la Squadra Delta incontra il membro della Squadra Alfa Agustus Cole, conosciuto anche come "Cole Train". Quando la Squadra Delta raggiunge la Squadra Alfa incontrando Damond Baird, il Tenente Kim viene ucciso dal Generale RAAM. Dopo che Kim muore, la Squadra Delta e quella Alfa si ritirano in un edificio nelle vicinanze dove incontrano il primo Berserker.

#### Marcus Fenix
Figlio del rinomato scienziato militare Adam Fenix, Marcus si è fatto una reputazione di eccelso soldato durante le Pendulum Wars, guadagnando sul campo promozioni e decorazioni. Era sulla via giusta per una eccezionale carriera militare, finché non è scoppiata la guerra contro l'Orda di Locuste.
Una decina di anni dopo il Giorno dell'Emersione, l'esercito dell'Orda aprì una breccia nelle difese dell'Altipiano di Jacinto e Marcus disobbedì agli ordini per salvare suo padre. Arrivò in ritardo, e oltre a perdere suo padre, Marcus fu accusato di omissione di doveri d'ufficio e fu condannato a 40 anni di reclusione nel Penitenziario di Massima Sicurezza di Jacinto. Più avanti si scopre che il padre di Marcus stava mappando i tunnel sotterranei dell'Orda di Locuste, sebbene non venga mai rivelato se Marcus fosse consapevole di quanto importanti erano le ricerche di suo padre quando cercò di salvarlo o se fosse espressamente a conoscenza che erano relative all'Orda di Locuste.
Quattro anni dopo la sentenza, l'Orda assalì il Penitenziario di Jacinto, ma Marcus venne salvato dal suo migliore amico Dominic Santiago e poté riunirsi ai COGs. All'inizio della campagna di gioco di Gears of War Marcus Fenix ha 35 anni. 
Il design di Marcus Fenix è cambiato in diversi momenti durante lo sviluppo di Gears of War. Sembra che ad un certo punto nello sviluppo egli avesse un aspetto diverso. I primi disegni del gioco mostrano che in origine era pelato, aveva occhi marroni e non aveva né barba né baffi.  La voce del famoso attore Steven Jay Blum era in origine quella che doveva dar voce a Marcus Fenix nei primi stadi di progettazione del gioco, ma in seguito fu sostituita da quella di John DiMaggio. DiMaggio è conosciuto soprattutto per la voce del personaggio Bender della serie animata televisiva Futurama. Nella versione italiana dei primi due giochi Marcus Fenix è stato doppiato da Dario Oppido mentre nel terzo capitolo Oppido stesso ha affermato di non essere stato contattato e allora Marcus è stato doppiato da Stefano Albertini. Grande lo scontento dei fan tanto che nel capitolo successivo Gears of War: Judgment Oppido viene incaricato di riprendersi il suo personaggio, anche se solo per un paio di battute in quanto Marcus è poco presente nell'avventura e inoltre udibile soltanto tramite ricetrasmittente. Successivamente con Gears of War 4, dove Marcus torna ad essere personaggio principale dell'avventura, per la seconda volta non viene contattato lasciando il posto di nuovo ad Albertini.

#### Dominic Santiago
Dom è un soldato che fa sentire la sua presenza, sia per i modi "pittoreschi" ma pratici sia per le sue doti in battaglia. È molto leale nei confronti dei suoi amici e commilitoni e disprezza coloro che pensano prima a sé stessi. Ha sempre creduto fermamente nel suo Paese e nei suoi leader, nonostante la sua fede stia svanendo nel corso di questa guerra senza fine. Sua moglie è scomparsa durante il cataclisma del Giorno dell'Emersione, quindi per lui la guerra contro l'Orda è profondamente personale. Il doppiatore originale di Dominic è Carlos Ferro, mentre la voce italiana è di Matteo Zanotti.
Testimoniando a difesa di Marcus, Dom gli ha evitato la condanna capitale ma ha potuto solo stare a guardare mentre al suo amico d'infanzia veniva inflitta una severa condanna da parte del tribunale militare. Nonostante la scelta di testimoniare a favore di Marcus abbia danneggiato la sua reputazione, Dom non ha mai dimenticato il suo amico, ma anzi ha colto la prima opportunità per salvargli la vita e rendergli la libertà: quando le Locuste attaccano la prigione, Dom libera Marcus e gli dà l'equipaggiamento base COG, dopodiché i due scampano miracolosamente all'Orda. Dopo la liberazione, Marcus viene reintegrato nei COG e assegnato alla Squadra Delta.
Nel libro "Aspho Fields" di Karen Traviss, che narra i fatti dell'omonima guerra (e che quindi funge da prequel per il gioco), si scopre come Dom, suo fratello Carlos e Marcus, che da piccoli erano inseparabili, prendano strade diverse.

#### Augustus Cole
Cole, noto anche come "The Cole Train", è un drogato di adrenalina ed un ex giocatore professionista di thrashball (sport fittizio simile al football americano) nel team dei Cougars. Preferisce buttarsi a capofitto nell'azione scegliendo la via semplice e diretta per affrontare le Locuste, il che fa di lui uno dei Personaggi non giocanti più aggressivi nel gioco. Quello che gli manca in finezza, lo compensa con pura energia: è quello che si può definire un tipo tutto muscoli.
Cole è estremamente fiducioso delle sue capacità e a prescindere dalle probabilità di successo tende a trattare ogni occasione come facilmente superabile; di fatto, finora niente ha smentito questo suo entusiasmo. La sua grande forza fisica e il suo coraggio lo rendono uno dei migliori alleati sul campo di battaglia. Lui e Damon Baird sono insieme nell'esercito da anni, e tratta Baird come farebbe un fratello maggiore se fosse autorizzato a tormentare il fratello minore.
Cole è doppiato in inglese da Lester "The Mighty Rasta" Speight, ex giocatore di football e wrestler professionista, conosciuto in Italia per aver interpretato Calvin nella sitcom Tutto in famiglia. La fine cinematografica del gioco porta anche ad una sequenza di titoli di coda che includono un remix hip-hop delle varie frasi di "Cole Train" che pronuncia durante il gioco.

#### Damon Baird
Amico di lunga data di Cole, Baird faceva parte della Squadra Alfa prima della strage di quest'ultima nell'Atto I. Nonostante sia cinico e piuttosto egoista, è comunque un ottimo soldato dotato di brillanti capacità tattiche; sarebbe perfettamente capace di essere un ufficiale di successo, ma non è mai stato promosso a causa del suo brutto atteggiamento, del pessimo carattere, del sarcasmo e della sua reticenza ad assumersi qualsiasi responsabilità.
Il punto forte di Baird è la sua intelligenza. Non combatte solamente contro le Locuste, ma le studia e le osserva per capirne i punti deboli e le strategie: è quanto di più simile ad un esperto abbiano i COG, e quando dice ai suoi compagni di stare zitti ed ascoltare, essi sanno che è nel loro interesse farlo.
I rapporti tra Baird e Marcus non sono dei migliori, principalmente perché hanno entrambi un carattere forte ed una personalità simile, il che li porta a voler costantemente primeggiare l'uno sull'altro. Quando Marcus viene promosso a Sergente sul campo, infatti, Baird si lamenta dicendo che il Comando sceglie sempre i più stupidi e meno adatti, con più d'una punta di invidia. Comunque, Baird sa mettere da parte l'orgoglio e le divergenze con i compagni quando si tratta di affrontare il nemico in battaglia.
La sola motivazione di Baird è l'auto-protezione: farebbe qualsiasi cosa fosse necessaria per arrivare vivo alla fine della guerra, anche prendere ordini da uno come Fenix. Come già detto, Baird è un ottimo conoscitore delle Locuste (spesso è lui a dire al resto della squadra il tipo di nemico che stanno per affrontare e la tattica da seguire) e una specializzazione in tecniche meccaniche e di riparazione. Nell'Atto IV di Gears of War, quando la Squadra Delta trova un APC fuori uso, Baird riesce ad aggiustarlo in breve tempo e con l'uso del suo ingegno. Baird è doppiato in inglese da Fred Tatasciore mentre in italiano è doppiato da Oliviero Cappellini.

#### Tenente Mihn Young Kim
Il Tenente Kim è un soldato fiero, devoto e ambizioso, un fermo sostenitore di tutte le cause COG. Per Kim, la Coalizione dei Governi Organizzati rappresenta la sola speranza di sopravvivenza per l'umanità e si sente onorato e privilegiato a servire come Gear. Solamente la necessità di soldati con esperienza e la cieca fiducia di Dom hanno convinto Kim ad arruolare Marcus Fenix nella Squadra Delta.
Alla fine dell'Atto I, un elicottero King Raven che arrivava per evacuare le Squadre Alfa e Delta viene abbattuto da alcune spore Nemacyst. Buche di vermi comparivano ovunque, e Kim viene diviso dal resto dei Gears nello scontro a fuoco conseguente. In mezzo a tutto quel caos, Kim ordina una ritirata e fornisce fuoco di copertura solo contro l'Orda di Locuste in arrivo. Senza che se ne renda conto, il Generale RAAM lo carica da dietro, con un pugno lo stordisce e dopo averlo sollevato in aria lo trafigge con la sua spada, uccidendolo. Marcus, a poca distanza, si rende conto solo all'ultimo della tragedia e non può fare altro che osservare la fine del suo superiore. Dopo la sua morte in battaglia, Marcus viene promosso al grado di Sergente e diventa quindi l'ufficiale al comando della Squadra Delta.
Il Tenente Kim è doppiato in inglese da Robin Atkin Downes, che ha prestato la voce al Profeta del Rimorso in Halo 2 (edito da Microsoft come Gears of War); suo fratello Steve Downes, inoltre, è il doppiatore di Master Chief nella serie di Halo. Una curiosità: il modello poligonale di Kim è stato riutilizzato come base per tutti i soldati COG anonimi (compreso il Soldato Semplice Anthony Carmine).

#### Soldato Semplice Anthony Carmine
Votato "il più probabile ad essere colpito" all'Accademia COG, il Soldato Semplice Anthony Carmine è un membro della Squadra Delta all'inizio del gioco, insieme al Ten. Kim, Marcus Fenix e Dominic Santiago. A giudicare dalla sua reazione quando incontra Marcus per la prima volta, Carmine è probabilmente il membro più giovane della Squadra Delta iniziale.
Carmine è anche il primo membro della Squadra Delta a morire: nell'Atto 1, mentre si lamenta che il suo fucile Lancer si inceppa di frequente, viene centrato alla testa da un cecchino delle Locuste (in realtà se si fa caso si nota che viene colpito alla spalla e non alla testa). Dopo lo scontro a fuoco che avviene dopo la morte di Carmine, la Squadra Delta pur a malincuore è costretta a lasciare il suo corpo sul campo di battaglia, non avendo la possibilità di trasportarlo. Durante il resto del gioco, non si vede nessun altro sviluppo del personaggio; si scoprirà in seguito che ha un fratello maggiore.
Il doppiatore originale di Carmine è Michael Gough, il quale fornisce la propria voce anche a Osmund Saddler, l'antagonista principale in Resident Evil 4. Una curiosità: il nome di Carmine è una presa in giro dei personaggi con le divise rosse di Star Trek (che tipicamente erano i primi a morire sbarcando su un pianeta avvertendo i protagonisti del pericolo): il carminio infatti è una tonalità particolare di rosso. Così come le "divise rosse", insignificanti ai fini della trama e spesso uccise nei primi minuti della trama, Carmine è il primo COG a morire.

### Altri membri

#### Tenente Anya Stroud
Anya Stroud è l'unico membro femminile dei COG che si vede in Gears of War. Solitamente fornisce informazioni sui luoghi attraverso la radio a Fenix, Dom o Kim ed in particolar modo dice loro dove dirigersi, se il Martello dell'Alba è attivo o se ci sono nemici sul percorso. È chiaramente visibile solamente una volta durante tutto lo svolgimento del gioco, a bordo del King Raven verso la fine del filmato d'apertura dell'Atto 1. In inglese la voce è di Nan McNamara.

#### Colonnello Victor Hoffman
Come Anya Stroud, Hoffman si vede raramente durante Gears of War, ma urla spesso ordini attraverso la radio. Hoffman entra in scena durante la terza sequenza cinematografica dicendo a Marcus che è un traditore e non merita di vestire l'uniforme, e durante la sequenza finale del gioco a bordo del King Raven insieme a Dom, Cole e Baird dopo che il Generale RAAM è stato sconfitto. Le prime interazioni tra Marcus e Hoffman sono estremamente provocatorie, sebbene Hoffman sembra avere un rispetto forzato per Marcus alla fine del gioco; in una delle sequenze più drammatiche, quando Marcus salta su un elicottero da un treno che sta per precipitare in un canyon, Hoffman allunga la sua mano per aiutare Marcus a salire sull'elicottero. Nella sequenza conclusiva del gioco, la voce di Hoffman elenca le imprese della Squadra Delta e menziona l'eroismo dei Gears. In inglese la voce è di Jamie Alcroft mentre la voce italiana è di Raffaele Fallica

#### Jan Rojas
È un membro della Squadra Alfa, ucciso dalle Locuste mentre si dirige verso la Casa dei Sovrani. Durante la ricerca della Squadra Alfa da parte della Delta, veniamo a sapere da Dom che ha un figlio di soli due anni. Dopo essersi salvati da uno scontro a fuoco, la Squadra Delta si imbatte nel suo cadavere orrendamente smembrato. Quando Marcus, Dom e Cole ritrovano Baird, quest'ultimo chiede notizie di Rojas: Cole risponde con un cenno, scuotendo malinconicamente la testa.

#### Jack
Il robot Jack è la "spalla" della Squadra Delta, svolgendo compiti di supporto come tagliare con il laser porte sigillate, comunicare con il Comando e curare i COGs feriti (abilità attivata in automatico e solo in assenza di nemici vicini). Ha una I.A. molto limitata, non è in grado di parlare ed esegue solamente semplici comandi. È sempre al fianco della Squadra Delta volandole intorno con un dispositivo di mimetizzazione per non farsi individuare dalle Locuste, mostrandosi solo se espressamente richiesto.
Nell'Atto IV di Gears of War, Jack viene anche impiegato per scaricare ed immagazzinare le informazioni delle ricerche di Adam Fenix, che contenevano mappe dei sistemi sotterranei delle Locuste estremamente dettagliate, e che vengono infine usate con la Bomba Solare per distruggere molte forze delle Locuste presenti nel sottosuolo. Il suo nome non è casuale: l'abilità principale di Jack è quella di squarciare (to rip in inglese) le porte sigillate, in riferimento a Jack Lo Squartatore (Jack The Ripper).

#### COGs senza nome
Durante il gioco, si vedono alcuni COGs non meglio identificati:
- Verso l'atto 1 la squadra delta trova tre COGs accanto ad una buca ed un furgone, fatti letteralmente a pezzi. Kim chiede a Marcus se sia la squadra Alpha ma quest'ultimo gli risponde che non ci sono piastrine (poiché la squadra Alpha è costituita da soldati esperti). Inoltre Carmine trova e cerca di manovrare un piccolo aggeggio e Kim gli chiede se fosse il risonatore ma il soldato gli risponde di no e lo getta nella buca.
- Verso la fine dell'Atto 1, quando si vede per la prima volta Baird, due soldati COG lo accompagnano. Uno viene colpito e ucciso davanti all'entrata della casa dei sovrani in mezzo al caos che segue alla distruzione dell'elicottero, l'altro segue la Squadra Delta. Dopo essersi rifugiati tutti nella Casa dei Sovrani, quest'ultimo si fa prendere dal panico quando un Beserker si avvicina e il COG scappa via, venendo raggiunto e squartato vivo proprio dal Berserker (la scena è fuori visuale, ma si vedono le ombre in controluce su un muro e si sentono le urla di dolore del COG e i versi della Locusta).
- Un COG viene portato al cospetto del Generale RAAM alla fine dell'Atto 3, che gli spara in testa con una pistola boltok.
- All'inizio dell'Atto 4, un elicottero viene abbattuto dai Nemacist. Quando la squadra raggiunge l'elicottero vengono ritrovati molti soldati COG morti e due superstiti (uno svenuto e l'altro agonizzante con una vasta emorragia); non si sa cosa sia accaduto ai due soldati.
- In tutta la campagna i protagonisti troveranno numerosi soldati COG uccisi in svariati modi.

## L'Orda di Locuste
L'Orda di Locuste è una razza, o un'alleanza di diverse razze che, fino al Giorno dell'Emersione, viveva nelle regioni sotterranee di Sera. L'Orda di Locuste ha deciso che il suo obiettivo finale è lo sterminio della razza umana fino all'ultimo uomo, donna e bambino. Le Locuste (molto simili agli Strogg presenti nel gioco di Id Software "Quake 4") sono composte da una razza comune di droni e da vari tipi di mutanti e mostruosità. L'Orda di Locuste abita in tunnel sotterranei conosciuti come Le Cavità, che è un termine usato per descrivere le porzioni cave del pianeta Sera. Spesso gli umani chiamano "vermi" le forme inferiori di Locuste (in modo particolare i Droni): questo è un termine offensivo per descrivere la maggior parte delle Locuste che si spiegano dalle buche di emersione.
Armi delle Locuste
- Hammerburst
- Pistola Boltok
- Pistola Gorgon
- Arco Torque
- Boomshot
- Fucile Gnasher
- Mitragliatrice fissa Troika
- Granata a inchiostro

### Comandanti

#### Regina delle Locuste (Myrrah)
In vari momenti durante il gioco, la narrazione è fornita da una protagonista femminile; la sua voce si sente durante il filmato iniziale, alla morte del Tenente Kim e nella sequenza finale del gioco, così come durante il multiplayer a schermo diviso se la fazione delle Locuste vince o perde. Molti hanno ipotizzato che questa sia una specie di leader della fazione, o la Regina delle Locuste. Nella sequenza dei crediti il gioco menziona il personaggio 'Myrrah', doppiato nella versione inglese del gioco da Carolyn Seymour. Dato che questo personaggio non si vede in nessuna parte del gioco, molti hanno presunto che Myrrah sia la Regina delle Locuste. Ci sono anche altre prove a carico di questa ipotesi: quando si gioca in multiplayer come COG, Hoffman, il comandante dei COG, è colui che si rivolge al giocatore, mentre quando si gioca come Locuste, al giocatore parla la stessa voce femminile udita durante la campagna single-player.
Si può sostenere che sia stato già provato che esista una Regina delle Locuste: difatti nel filmato che prelude allo scontro con il boss finale (contro il Generale RAAM), il Generale RAAM emerge su una piattaforma sul treno e dice "Servite la Regina!". Inoltre, durante varie parti della campagna single-player in cui i giocatori si scontrano contro i Boomers, li si può sentire farfugliare "Per la Regina!". Nel multiplayer, se una Locusta a terra viene rianimata, la Locusta che l'ha rianimata a volte dice Per la Regina!. Quando le Locuste perdono un match in multiplayer, si può udire la "Regina" che dice, "Forse le Locuste non sono così potenti come pensavo", o "Forse gli umani sono più forti di quanto pensassi", alludendo forse al fatto che lei non è una Locusta. Comunque, nella sequenza finale del gioco, lei si chiede perché 'Loro non capiscono per quale motivo NOI stiamo intraprendendo questa guerra', facendo intuire quindi che lei è una Locusta, ed è di rango superiore.
Tali dubbi verranno risolti nel secondo capitolo, nel quale il presidente COG, Prescott, informa tutti dell'esistenza di una regina delle Locuste. La si sentirà parlare agli altoparlanti nell'atto 5 e i Delta la incontreranno di persona, la quale farà capire di conoscere il padre di Marcus, Adam Fenix. Fuggirà su un Reaver, facendo perdere le sue tracce a Cole e Baird, che su ordine di Marcus la stavano inseguendo, mentre il sergente e Dom combattevano contro Skorge.

#### Generale RAAM
Il Generale RAAM è l'antagonista principale e il boss finale di Gears of War, doppiato in inglese da Dee Bradley Baker. Agisce nell'ombra e appare solo in poche occasioni: la prima volta, alla guida delle Locuste, costringe la Squadra Delta alla ritirata e uccide il Tenente Kim trafiggendolo con la sua spada; la seconda volta, un COG viene portato al suo cospetto e lui lo uccide sparandogli in testa con una Boltok; infine, appare poco prima della fine del gioco in veste di ultimo boss. Il nome del Generale RAAM implica che l'Orda di Locuste segue una specie di gerarchia militare, ma l'unico titolo conosciuto è proprio quello di Generale. Si ipotizza che RAAM prenda il nome dal demone biblico Raum, che comanda 30 legioni di demoni; così si è comunemente concordi sul fatto che il Generale RAAM stesso sia a capo di circa 30 legioni della fanteria delle Locuste.
Il suo aspetto fisico è minaccioso e inquietante: il cranio ipertrofico presenta diverse protuberanze ossee e un'espressione apparentemente sempre ringhiante. La sua specie potrebbe essere affine a quella dei Theron per la somiglianza fisica, anche se la mole ricorda quella di un Boomer. La sua forza fisica è sicuramente enorme: riesce infatti a maneggiare con apparente facilità una pesantissima Troika, minigun piazzata solitamente su veicoli o torrette proprio a causa del suo peso. RAAM possiede anche un'arma simile ad un pugnale come foggia ma alta quanto una spada a due mani, che sembra essere in grado di apparire e sparire; non si sa se sia una semplice svista dei creatori del gioco o se sia una capacità voluta (alcune persone ipotizzano che possa nascondersi all'interno dei pesanti guanti del Generale, ma non esistono conferme in merito). È inoltre in grado di comandare i Kryll: se ne serve sia come scudo dai danni, sia come strumento d'attacco a lungo raggio indirizzandoli verso un nemico lontano da fonti di luce.
Nel finale viene ucciso da Marcus, con l'aiuto di Dom e dell'elicottero King Raven. Sebbene venga mostrato che il Generale RAAM sia ben più alto di un normale umano durante la campagna, il modello multiplayer di RAAM ha la stessa altezza di un normale COG: probabilmente questa correzione è stata fatta per non penalizzare chi l'avesse scelto (un personaggio più grande è ovviamente più facile da colpire) o i suoi avversari (data la resistenza e la forza fisica di RAAM sarebbe bastato correre incontro agli avversari e ucciderli con attacchi corpo a corpo). Per questo stesso motivo, nelle partite multiplayer RAAM non ha con sé lo sciame di Kryll che lo protegge.

### Droni
I Droni sembrano essere la razza più comune tra L'Orda di Locuste. Sono grossi circa quanto un umano di stazza robusta, ed hanno una pelle grigiastra. I Droni sembrano possedere un'intelligenza collettiva, dato che seguono ciecamente gli ordini e vanno incontro al nemico senza curarsi della propria sopravvivenza pur di uccidere anche un solo COG; adottano inoltre tattiche di fanteria quali il fiancheggiamento, l'attacco frontale e gli agguati. Tendono a sbucare dal sottosuolo attraverso i "buchi di vermi": per fermarne l'avanzata si può tappare il buco lanciandoci una granata, una freccia Torque o usando il Martello dell'Alba.
Nonostante la maggior parte dei Droni utilizzi il fucile d'assalto Hammerburst, alcuni di loro hanno imparato ad usare il Lancer efficacemente, diventando ostici nemici a causa della motosega integrata. Oltre ai soldati di fanteria, i Droni possono ricoprire il ruolo di cecchino (Sniper): riconoscibil oltre che dal fucile dagli occhiali a raggi infrarossi o termici, hanno solitamente una resistenza minore dei Droni soldati.

### Granatieri
I Granatieri sono particolarmente muscolosi e con la pelle molto spessa e squamosa, sempre grigiastra, e non possiedono particolari protezioni nella loro versione standard; i Granatieri Elite hanno invece una armatura che ne aumenta la resistenza. Sono armati con granate (da qui il nome) che lanciano dalle coperture e con un fucile a pompa Gnasher utilizzato a breve distanza.
La loro tattica principale consiste nel lanciare alcune granate al riparo, per poi correre a testa bassa verso i COGs e sparargli a breve distanza con lo Gnasher. Questa tattica li rende particolarmente pericolosi, specie in ambienti chiusi. Il modo migliore per affrontarli è segarli con il Lancer quando si avvicinano per sparare, oppure approfittare del momento in cui corrono verso un COG e crivellarli con un fucile d'assalto.

### Boomers
I Boomers fanno parte della fanteria d'assalto dell'Orda delle Locuste: spesso ad uno squadrone di Droni ci sono infatti anche alcuni di loro. La loro stazza è di molto superiore a quella di un Drone o di un COG, il che li rende molto resistenti. L'arma standard di un Boomer è il Boomshot, simile ad un lanciagranate come forma e utilizzo, che spara granate montate su razzi RPG. Prima di sparare, urlano spesso "Boom!" (da qui il nome) o "Per la Regina": facendo attenzione a queste frasi ci si può spostare dietro una copertura per tempo ed evitare di saltare in aria.
Vista la loro enorme resistenza e l'elevata potenza sembrano avversari temibili, tuttavia il lento tempo di ricarica del Boomshot e i loro goffi movimenti li rendono molto meno pericolosi da affrontare, specie per un COG pratico delle sparatorie dietro una copertura. Data la loro mole, è consigliabile utilizzare l'Arco Torque o il Martello dell'Alba per sistemarli velocemente, o in alternativa anche uno o due colpi alla testa con un fucile da cecchino. In mancanza di queste armi, il modo migliore per affrontarli è ripararsi dietro una copertura a media distanza da loro (se presi da vicino i Boomers tendono infatti ad utilizzare feroci attacchi corpo a corpo) e sparagli alla testa con un fucile d'assalto nei momenti in cui ricaricano l'arma.

### Berserker
I Berserker sono Locuste femmine molto più grandi e resistenti del normale; sono quasi totalmente ciechi e si orientano grazie all'udito e all'olfatto ipersviluppati. Quando sono in caccia camminano molto lentamente e a braccia larghe. La loro forza è così grande che possono uccidere un COG completo di armatura con un solo pugno, il che li rende di fatto invincibili a breve distanza; se la loro preda è invece distante partono alla carica con i pugni protesi, riuscendo a sfondare e abbattere qualunque cosa sulla loro strada. Assomigliano molto ai Garradors che si trovano in Resident Evil 4: entrambi infatti sono ciechi e sono capaci di uccidere il giocatore con un colpo solo per via della loro mole.
A causa della loro stazza sono totalmente immuni alle armi convenzionali, per cui l'unico modo per abbatterli è usare il Martello dell'Alba o in Gow 3 anche il lanciafiamme.
Il problema del Martello dell'Alba è che funziona solo all'aperto e se è nel raggio di copertura di un satellite, per cui un COG che si trovasse ad affrontare un Berserker al chiuso dovrà lavorare d'ingegno ed essere molto agile e veloce per attirare il nemico all'aperto.

### Guardie Theron
Il primo incontro della Squadra Delta con delle Guardie Theron avviene alla fine dell'Atto 3, mentre queste fanno la guardia alla stazione di pompaggio dell'Imulsion. Queste creature si trovano solitamente sottoterra o nelle vicinanze dei Seeder; fisicamente sono simili ai Droni, anche se sono facilmente distinguibili per via del loro vestiario (maschere metalliche, armature rosse e nere e lunghi mantelli di pelle). Oltre a ciò, si differenziano dai Droni per la maggior forza, resistenza e intelligenza oltre che per l'armamentario: sono infatti equipaggiati con un Arco Torque che lancia frecce esplosive, e come arma secondaria un Lancer o uno Gnasher.
Le loro voci sono note per spaventare i Gears tanto da farli fuggire: in battaglia solitamente apostrofano il nemico con la loro voce sibilante usando termini come "sapiens", "nemico", "umano", "ominide" e "battiterra". Oltre alle Guardie Theron, esiste un gruppo scelto di Sentinelle Theron, più alte e meglio equipaggiate. Il loro principale punto debole è il lento caricamento dell'Arco e il fatto che esso diventa incandescente durante tutta l'operazione di ricarica, rendendoli non solo vulnerabili ma facili da individuare per un cecchino esperto.

### Abietti
Questi piccoli e agitati membri dell'Orda di Locuste sono di taglia ridotta e incredibilmente agili, tanto che riescono a scalare qualsiasi superficie in pochi attimi. Non sono dotati di una grande forza fisica, ma fanno dell'agilità e del numero il loro punto di forza. La loro tattica più usata è quella di scalare silenziosamente una superficie per poi piombare addosso alle loro prede, oppure di lanciarsi semplicemente all'attacco in gran numero. Fanno spesso avvertire la loro presenza con suoni gutturali, in particolare urla stridule e acute che spesso mandano in frantumi i vetri circostanti.
La tattica migliore per ucciderli, se compaiono singolarmente o in piccoli gruppi, è quella di segarli con il Lancer (assicurandosi se possibile un fuoco di copertura, in modo da non subire troppi danni da altri eventuali Abietti presenti); in gruppi numerosi, è conveniente cercare un riparo distante e ucciderli con brevi e precise raffiche con il fucile d'assalto ed eventualmente segare quelli che riescono ad avvicinarsi troppo.
Più avanti nel gioco, ci si imbatte in una nuova specie di Abietto divenuta fosforescente dopo l'esposizione diretta e prolungata all'Imulsion. Questo tipo di Abietto viene chiamato "Abietto lucente" ed esplode quando viene ucciso. Per evitare di soccombere nell'esplosione, è consigliabile segare gli abietti solo se presi singolarmente: i danni di un gruppo di Abietti sommati a quelli di un'esplosione potrebbero rivelarsi letali per un COG. Si può invece sfruttare a proprio vantaggio questo bizzarro comportamento: uccidendo un Abietto (in particolare se fatto lanciando una granata) in un folto gruppo, la sua esplosione può causare una reazione a catena facendo piazza pulita perfino di intere stanze.

### Seeder
Grandi Locuste simili a ragni giganti, i Seeder dopo essere emersi "seminano" (da qui il nome: to seed in inglese vuol dire appunto seminare) sciami di Nemacyst, creature volanti simili a meduse che disturbano le frequenze radio e sono altamente pericolosi per i velivoli dei COG: uno sciame di Nemacyst può infatti abbattere senza difficoltà diversi elicotteri King Raven. Un odore particolarmente sgradevole e disturbi nelle comunicazioni radio possono essere indice della presenza di un Seeder.
I Nemacyst non hanno una grande resistenza ma tendono ad esplodere, per cui l'ideale è colpirli dalla lunga distanza con una Troika o il Lancer, mentre i Seeder a causa della loro stazza (solamente intuibile peraltro: la testa e la maggior parte del corpo restano nascosti sottoterra e i Nemacyst fuoriescono dal Seeder passando per l'orifizio posteriore) sono eliminabili soltanto con ripetuti colpi del Martello dell'Alba. Nonostante la loro mole comunque, in sé non sono molto pericolosi: i danni che causano sono dovuti esclusivamente ai Nemacyst che producono e ai terremoti che causano emergendo dal sottosuolo.

### Reaver
Enormi creature volanti, grandi da otto a dieci volte i Droni, sono "cavalcati" da un Drone pilota e da un passeggero (un Theron o un altro Drone) che fa fuoco sui nemici dall'alto. Come aspetto fisico ricordano le Sentinelle (Seppie) del film Matrix I Reaver sono vulnerabili a tutti i tipi di armi da fuoco, sebbene le torrette con mitragliatrici Troika siano particolarmente efficaci. Durante lo scontro finale col Generale RAAM i Reaver volano ai lati del treno, rendendo molto difficile riparsi dal fuoco nemico ai livelli di difficoltà più elevati.

#### Idra
Enormi creature volanti simili ai Reaver ma con una testa rassomigliante a quella dello Scarabeo rinoceronte. Si vede una sola volta durante la sequenza finale del gioco e non viene mai affrontato in combattimento dal giocatore. L'idra è pilotato da una Sentinella Theron che indossa un lungo mantello. L'idra sembra inoltre aver montato su di sé una mitragliatrice e altri macchinari assimilati nella sua carne.

### Corpser
I Corpser appaiono come mostruosi ragni giganti, con una testa di forma vagamente umanoide ad eccezione degli occhi compositi da insetto. Il Corpser usa le sue otto enormi zampe sia come strumento d'offesa che come difesa proteggendo la parte inferiore del suo corpo, molle e simile a quella dei bruchi. L'Orda di Locuste usa i Corpser per scavare tunnel verso il suolo di Sera (difatti i terremoti possono essere indice proprio della presenza di una di queste creature), e si presume che si siano serviti di loro per scavare le gallerie che li hanno poi condotti in superficie il giorno dell'Emersione. Se quanto dichiarato dalla Coalizione dei Governi Organizzati (COG) è vero, anche queste mostruosità hanno dei limiti: pare non riescano a scavare in presenza di rocce troppo dure, motivo per cui la roccaforte della resistenza umana è sita sull'altipiano di Jacinto (che poggia su un enorme blocco di granito).
Il primo incontro con questa Locusta avviene alla fine dell'Atto 3, quando Marcus e Dom lottano contro uno di essi che li aveva seguiti sin dall'Atto 1. Riescono a liberarsene solo facendolo precipitare nello strato di Imulsion liquido ad altissima temperatura sottostante.

### Brumak
I Brumak sono mostruosità gigantesche con una pelle straordinariamente spessa. Sovente crescono fino a 12 metri in altezza e tendono a pesare circa 10.000 kg (22.046 lbs). In apparenza sono stati allevati dall'Orda di Locuste da piccole scimmie native. I Brumak sono letali a distanza ravvicinata, inoltre sono muniti di cannoni a fasci di energia per uccidere a distanza. Le loro teste hanno i tratti di quelle dei Corpser, ma i loro corpi hanno più in comune con gli umani che con i ragni. I Brumaks sembrano essere mediamente senzienti, ed hanno la capacità di dare la caccia e tormentare la loro preda. Il giocatore lo incontra nel filmato finale del quarto atto.

### Kryll
I Kryll sono piccole creature notturne volanti che somigliano molto a quelle presenti nel film Pitch Black. Nonostante l'aspetto e le abitudini simili a quelle dei pipistrelli, sono simili al resto delle Locuste ad eccezione della taglia e delle ali. Essendo abituati a vivere nel sottosuolo e a cacciare di notte, i Kryll temono la luce e non vi si avvicinano mai, anzi il modo migliore per ucciderli è quello di usare una forte sorgente luminosa (come una lampada a raggi UV) per bruciarli.
I Kryll si muovono in folti stormi e cacciano strappando letteralmente la carne dal corpo di chi entra nel loro territorio di caccia, non importa se umani o Locuste, nel giro di pochi secondi. La cosa più saggia da fare se non si dispone di armi adeguate è quello di procedere solamente vicino ad aree ben illuminate e non fare neanche un passo nell'ombra visto che i Kryll sanno sfruttare ogni minima occasione per attaccare. Apparentemente l'unico ad essere in grado di comunicare con queste creature (e soprattutto di non farsi attaccare) è il Generale RAAM, che li usa sia come scudo per i colpi infertigli sia come strumento d'offesa ordinando l'attacco quando il nemico si trova lontano dalla luce.

## Gli Arenati
Gli Arenati sono i superstiti umani che vivono al di fuori di Jacinto, sopravvivendo con mezzi di fortuna su un pianeta ormai devastato dalla guerra. Quando la Coalizione dei Governi Organizzati dichiarò che l'unico punto sicuro era l'altopiano di Jacinto, vi fu un gran numero di persone (detti stranded, bloccati, reso in Italiano come "arenati") che per motivi vari non avevano modo di raggiungerlo; l'alto comando rispose allora causticamente che "apprezzava il loro sacrificio" ma non vi era modo di poterli salvare. Questo, oltre al fatto che le loro città sono state quasi totalmente rase al suolo per via della strategia della terra bruciata messa in atto dai COG, ha reso gli Arenati estremamente ostili nei confronti dei Gears (vengono definiti "maiali fascisti assetati di sangue").
Tuttavia, anche i COGs non sono molto cordiali nei confronti degli Arenati, e anzi li trattano con pregiudizio: Baird, quando Dom comunica alla Squadra Delta che un Arenato di sua conoscenza ha un mezzo che potrebbe servirgli per proseguire, esclama irritato "Hai a che fare con quei derelitti?", e più avanti incalza con un "Di sicuro ci sono degli Arenati simpatici... O forse no". Essendo comunque tutti e due umani, alcuni Arenati collaborano con i COGs, ad esempio alla fine dell'Atto 2 (tristemente in quel preciso frangente tutti gli Arenati cadono sotto il fuoco nemico)
Dovendo vivere in condizioni estreme (senza un riparo sicuro per via dei tunnel delle Locuste, con il terrore di essere assediati dai Droni di giorno e dai Kryll di notte) gli Arenati si sono organizzati in accampamenti fortificati lungo le strade delle città, avendo cura di piazzare strategicamente delle fonti di luce: oltre ai lampioni e alle luci per gli addobbi ad illuminare le vie principali, sono state piazzate a breve distanza l'una dall'altra piccole bombole di propano da incendiare in caso di necessità.

### Franklin
Franklin è un Arenato, vecchia conoscenza di Dominic Santiago. Come pegno per un vecchio favore che gli deve, Dom chiede a Franklin di prestargli il suo Junker APC dotato di lampade UV per superare la città in rovina. Si sa ben poco su Franklin, se non che guida Dom e Marcus attraverso la città fino alla stazione di rifornimento di Chap. In inglese è doppiato da John DiMaggio.

### Chap
Chap è l'Arenato più anziano che si vede nel gioco, e fa la guardia alla stazione di rifornimento dove si trova lo Junker di Franklin. Poiché non si aspettava l'arrivo di Marcus e Dom (più che altro, credeva che sarebbero morti lungo la strada) non rifornisce di carburante il mezzo e lascia ai Delta il compito. Durante il rifornimento la stazione viene attaccata dalle Locuste, e Chap interviene in prima persona con la sua Boltok per difenderla. Sembra ossessivamente legato a quella stazione, dandole addirittura un nome: durante l'assalto dell'Orda, lo si può sentire piagnucolare "Stanno sparando a Laverne!". Dopo l'assalto sale sullo Junker con i Delta e gli spiega come far funzionare la luce UV, quindi ritorna al campo base. Ricomparirà in Gears of War 2 nel sottosuolo, dove si è rifugiato assieme ad altri sopravvissuti.

### Johnson
Johnson è uno degli Arenati che è collegato a Franklin. Lo si sente nominare dopo che Marcus e Dominic raggiungono il checkpoint uno nella città distrutta, quando Franklin gli chiede di controllare le luci.

### Maria Santiago
Maria Santiago è la moglie di Dominic e la madre dei loro due figli Sylvia e Benedicto, morti nel giorno dell'emersione. Maria fu molto provata dalla perdita, e quattro anni dopo scomparve nel nulla; dopo dieci anni di ossessive ricerche Dom la trova in un campo di lavoro delle Locuste. Dom riesce a liberarla, ma a causa delle torture subite, la denutrizione ed il forte shock non era in grado di riconoscere il marito e talvolta neanche di accorgersi della sua presenza. Seppur a malincuore, Dominic decise che la scelta migliore sarebbe stata quella di praticarle l'eutanasia per porre fine alla sua agonia. Questi fatti, che fungono da prequel per il gioco, vengono raccontati nella graphic-novel "Gears of War: Jacinto's Remnant".

### Arenato nella fabbrica
È l'Arenato che si incontra nella struttura di estrazione dell'Imulsion "Lethia". Lui e i suoi compagni (ormai morti, smembrati dagli Abietti) erano in attesa dei soccorsi, per cui si arrabbia molto quando scopre che Dom e Marcus non sono lì per salvarlo; tuttavia, in cambio della promessa che l'avrebbero portato con loro, li aiuta a raggiungere la sala comandi della stazione. Nel tragitto, una delle assi del pavimento cede e l'Arenato precipita al piano sottostante, dove viene fatto a pezzi dagli Abietti. Marcus si dimostra molto toccato per la sua morte (probabilmente perché se non l'avesse portato con sé non sarebbe morto).